# Tullgrenella serrana
Tullgrenella serrana là một loài nhện trong họ Salticidae.
Loài này thuộc chi Tullgrenella. Tullgrenella serrana được María Elena Galiano miêu tả năm 1970.